# Афанасьев, Владимир Александрович (военный историк)
Владимир Александрович Афанасьев (1873—1953) — российский военный, общественный деятель, военный историк.

## Биография
Владимир Александрович Афанасьев родился в семье потомственного военного.
До 1891 года воспитывался в Первом Московском кадетском корпусе в Лефортово. В 1893 году окончил 3-е военное Александровское училище. В 1894 начал службу в лейб-гвардии Павловском полку.
В 1896 году поступил в Николаевскую академию Генерального штаба, после окончания которой служил в Московском военном округе.
С 1904 года В. А. Афанасьев руководил военными перевозками по железным дорогам и водным путям Московско-Брестского района. В 1908 году Владимир Александрович Афанасьев произведён в полковники [1].

### Военно-историческая деятельность
В 1908 году действительный член Императорского русского военно-исторического общества полковник Генерального штаба В. А. Афанасьев [7] выступил инициатором создания «Кружка ревнителей памяти Отечественной войны 1812 года» и фактически руководил им до 1916 года. К началу Первой мировой войны кружок насчитывал 390 членов [8].

#### Музей войны 1812 года [2]
В 1908 году В. А. Афанасьев ставит вопрос о создании в Москве музея «славной памяти Двенадцатого года». В своей брошюре «Где быть музею 1812 года» Владимир Александрович доказывает необходимость его создания:

… много драгоценных сокровищ эпохи 1812 года рассеянно по лицу России, которые или с честью помещены под сенью величественных храмов (Казанский собор, Чудов монастырь), или скромно украшают далекие дворянские усадьбы, ожидая в неизвестности своей участи. Того ли заслужили эти безмолвные свидетели нашествия величайшего полководца? …Воздвигнутые памятники-храмы созданы, конечно, для молитвы, а не для изучения или беглого обзора отдаленной эпохи великой борьбы народов. Неправда ли, жезл маршала Даву, прикрепленный к стене Казанского собора в С.-Петербурге, лишь случайно попадается на глаза посетителю храма, пришедшему помолиться. В специальном же музее и жезлу и знаменам, и отдельным портретам, и манифестам нашлось бы каждому свое место…Не следует ли поэтому нам, потомкам героев Бородинского и иных сражений, действительно закрепить вечную память тех, о которых ежегодно возносится тихое моление на богослужении в день Рождества Христова.

Созданный под руководством В. А. Афанасьева Особый комитет по устройству в Москве Музея 1812 года планировал разместить его в Арсенале московского Кремля. При участии В. А. Афанасьева собрано около 200 тыс. руб. пожертвований на устройство Музея [3].
В. А. Афанасьев консультировал художника Ф. А. Рубо в его работе над панорамой «Бородинская битва» (в 1913 году за заслуги был награждён золотым перстнем с бриллиантами. Составил (совместно с С. А. Хоминым) «Алфавитный указатель частей войск, участвовавших в делах и сражениях Отечественной войны 1812 года, войн 1813—1814 гг. и участников этих войн… на стенах храма Христа Спасителя в Москве». Участвовал в организации торжеств в честь Столетия Отечественной войны 1812 г., в создании и открытии памятника лейб-гвардии Павловском полку на Бородинском поле [1].

### Первая мировая война
С первых дней войны Владимир Александрович участвует в мобилизации армии и флота. За эту деятельность награждён медалью «За труды по отличному выполнению всеобщей мобилизации 1914 года». Это — последняя военная медаль, утверждённая Николаем II. Вручали её за «труды по отличному выполнению всеобщей мобилизации». В последующие месяцы В. А. Афанасьев руководит военными перевозками по железным дорогам Московско-Смоленского направления.
В 1916 году назначен командиром 65-го пехотного Московского Его Величества полка, и отправляется на фронт[1][2] .

#### Командир 65-го пехотного Московского Его Величества полка [1][9][10]
65-й пехотный полк держал оборону на Западном фронте в районе Двинска (ныне Даугавпилс), Иллукста, Бергофа. Шесть месяцев до своей болезни Владимир Александрович провел на войне со своим полком.
Весной 1917 года произведен в генерал-майоры. Аттестация В. А. Афанасьева составленная генерал-лейтенантом Тележниковым:

Полковник Афанасьев вступил в командование полком в конце июля 1916 г. И за этот незначительный промежуток времени, заявил себя отличным командиром. Он всей душой предан боевому делу, и работает не покладая рук. Полк отлично обучен, сколочен; имеет бравый молодецкий вид, боевая служба полка твёрдая, выдержанная. От природы развитый, подвижный и одарённый, полковник Афанасьев всюду вносит энергию, силу, и желание совершенствоваться. В полку является большим авторитетом, и его твёрдая рука везде чувствуется. На позициях бывает постоянно, в передовых линиях, и лично следит за её усилением. Бесспорно, храбрый и решительный, в боевой обстановке быстро ориентируется… Приказом по армии и флоту, от 2 апреля 1917 года, произведён в генерал-майоры.

Из дневника В. А. Афанасьева (март 1917):

В июле 1916 года уже чувствовался недостаток тяжёлых орудий, снарядов. Наши воронки и окопы с кое-где набросанной соломой, наши заграждения из негодного металла, агитация большевиков, делали из крепких, выносливых русских солдат, дезертиров, не желавших воевать. А после отречения от престола Николая II в марте 1917 года и, вовсе, некоторые полки перешли на сторону Советов рабочих депутатов, которые немедленно выпустили приказ № 1 отменявший титулование офицеров, отдание чести и прочее, послуживший вскоре на полное разложение армии, братание с немцами, требование окончания войны и мира без аннексий и контрибуции.

5 марта 1917 г., после отречения от престола Николая II, В. А. Афанасьев обратился с речью к солдатам, призывая верно служить великой Родине, упорно сражаться с врагами, благодарил их за службу. 24 марта, на общем собрании офицеров, командир полка Афанасьев простился с собравшимися офицерами:

Мои боевые товарищи, доблестные Московцы, волею начальства я командирован во вторую армию на должность Генерал-квартирмейстера и сегодня, покидая Ваши ряды, держу к Вам мое последнее слово. Недолго довелось нам прослужить вместе, но много пришлось пережить, особенно в эти мартовские дни, когда Московцы, верные своему воинскому долгу, непосредственно защищая честь родины на боевой позиции у Бергофа от немцев, обеспечили грудью своей спокойный переход к новому Государственному строю. За двести семнадцать лет много славных командиров стояло во главе полка, начиная с первого полковника Иваницкого. Все они, а по их примеру и я, вели Вас по путям чести для славы и на радость нашей Могучей Родины. Мы верно служили Государям, которые всегда отмечали нашу боевую службу. Когда же, волею Божиею, Государь, наш Шеф, Николай II сложил с себя Царскую власть для блага Родины, то мы, послушные долгу, спокойно приняли это небывалое ещё решение и своим примером старейшего Шефского полка показали достойный пример прочим.
Ныне, расставаясь с Вами, я благодарю Вас за доблестную боевую службу Родине под моим начальством. Уверен, что старый полк, сражавшийся со славою под Нарвою, Полтавою, бивший немцев под Куненсдорфом и бравший Берлин ещё во времена Фридриха Великого, отстаивавший Москву под Бородиным, освобождавший от турок наших братьев славян на Кавказе и на Балканах, сражавшийся под Комаровым, Куршанами и целых 1,5 года задержавший до сего дня вместе с другими, а Бог даст и далее, немцев под Двинском, в их понятном стремлении взять Петроград, достоин новой славы, новой любви и новых отличий уже Свободного народа в эту вторую Великую Отечественную войну. А если в общей работе и боевых трудах полка есть, и Вы признаете, и моя доля, то этим я буду счастлив…
Спасибо Вам храбрые подпрапорщики и фельдфебели, Вам лихие унтер-офицеры и всем Вам доблестные солдаты Московцы, строевые, нестроевые и писаря.
Да живёт с Божией помощью, и заступлением Его Великих Святителей Петра, Алексея и Ионы, наш славный, старый Московский полк, доколе стоит Великая Россия и красуется Златоглавая Матушка Москва. Московцы обязаны и будут защищать их до века, а потому:
Никто не бойся вражей мести,

Милой жизни не жалей,

Для победы и для чести

Славной Родины своей.

Так закончилась деятельность последнего командира 65-го Московского пехотного Его Величества полка, Афанасьева Владимира Александровича, так как исчезла и сама Российская империя и полк. На самом деле командовал полком и после Февральской революции. В апреле 1917 года ему было присвоено звание генерал-майор и он переведен генерал-квартирмейстером штаба 2 армии. Полк же его был демобилизован только в 1918 году. И последним командиром полка был полковник Майер Борис Вильгельмович.  Далее он был начальником штаба 3 Сибирского армейского корпуса. Затем переведен в резерв чинов Минского военного округа. В 1917 году был заведующим Московского районного комитета Министерства путей сообщения по перевозкам. 

### После революции
До создания Красной армии, продолжал служить в армии уже при Советской власти. На январь 1918 года состоял в распоряжении начальника штаба Западного фронта. В марте 1918 года В. А. Афанасьев добровольно вступил в РККА, служил начальником ВОСО Северного фронта, затем в главном штабе РККА. После руководил военными сообщениями Восточного и Туркестанского фронтов. В 1920 году назначен на должность помощника военного начальника Александровской ж/д. [11]. В это тяжёлое время на него обрушиваются одна за другой две семейные трагедии. В 1920 году во время отдыха в Самаре погибает его старшая дочь Кира (утонула, спасая младшую сестру Анастасию). Вскоре умирает от тифа и психической травмы его жена — Маргарита Михайловна Нарышкина (внучатая племянница основательницы Спасо-Бородинского монастыря Маргариты Михайловны Тучковой).
Из дневника В. А. Афанасьева:

Я едва увел с берега реки обезумевшую от горя Мару. Похоронив Кирочку и угостив всех принимавших участие в поисках, мы остались одни. Пробыв в Кр. Самарке до 20-го дня её кончины мы грустные вернулись в Самару уже только с Настей и Мишей. Конец августа. Мы жили в вагоне как приехали 1 августа в Москву из Самары, где я был Начальником военных сообщений Восточного и Туркестанского фронта. Моя дорогая жена Мара, приехав в Москву заболела тифом. Мы так и оставались в моем вагоне, потому что перевезти Мару на квартиру было нельзя. Я был целый день на службе на Александровском вокзале так как занимал должность военного помощника начальника Александровской ж.д. В августе происходили наши операции против поляков и стремительное движение нашего западного фронта к Висле. Мы по Александровской жел. дороге спешно подвозили пополнение и снаряды. Мара бедная таяла с каждым днем, совершенно не вставая с кровати в купе. Тиф прошёл, но осложнился воспалением легких, с ещё большей температурой и Мара стала бредить. Она вспоминала нашу дачу в Зосимовой пустыни (ст. Нара). 1 сентября были именины Мары, и семилетний сын Миша поднес ей букет от нас. На следующий день ей стало хуже. Около трех часов ночи на 16 сентября дыхание Мары прекратилось. Я разбудил её мать Н. А. Карамзину в соседнем купе, и мы установили, что Мара скончалась. Гроб в то время было нелегко получить. Но мне с разрешения начальника дороги сделали гроб в мастерских ж.д. С трудом удалось получить разрешение НКПс перевезти тело Мары в Бородинский монастырь. После обедни в Спасской церкви Мару похоронили в правой части флеши, вблизи, таким образом, её бабки, основательницы Бородинского монастыря игуменьи Марии (Маргариты Михайловны Тучковой рожд. Нарышкиной) и деда Александра Михайловича Нарышкина, погребенного в самой церкви. После погребения мне удалось, наконец, уснуть. До 9-го дня мне разрешили отпуск. И я провел его в Бородинском монастыре, ежедневно посещая службы и панихиды на могиле.

Оставшись в голодные послереволюционные годы один с двумя детьми на руках (Михаил 7 лет, Анастасия — 9), В. А. Афанасьев попал в отчаянное положение. Спасение пришло в лице Наталии Александровны Сабуровой, с которой они поженились в 1922 году [5].
В 1921—1926 годах преподавал в Военной академии РКК, Военно-воздушной академии, читал лекции в Горном институте; в 1927—1928 годах — в системе Нарокмата путей сообщения. С 1928 года — хранитель Музея транспорта [11].

#### Арест, ссылка. Деятельность после окончания Второй мировой войны
В 1930 году в рамках операции «Весна» по уничтожению офицеров Генштаба он арестован ГПУ [11].
Из дневника В. А. Афанасьева:

…я сидел в Бутырской тюрьме в одиночной камере № 42 (с 27. XII. 30) и, понятно, очень томился неизвестностью о Наташе и детях. Вследствие моего нежелания писать про себя роман (вымышленные сведения, необходимые им тогда в целях создания видимости военного заговора), мне обещали их разорить, а меня физически уничтожить…

После полугодового заключения в Бутырской тюрьме [6] был сослан в Сибирь. В 1935 году, по отбытии пятилетней ссылки в Сиблаге, В. А. Афанасьев возвратился в Москву и продолжил заниматься научной работой [11].
С 1946 по 1948 год работал в военно-историческом секторе Института истории АН СССР, где занимал должность старшего научного сотрудника и возглавлял суворовскую комиссию, изучавшую полководческую деятельность Суворова. В 1944 году В. А. Афанасьеву присвоена учёная степень кандидата исторических наук, в 1945 году — звание профессора. С 1948 года — научный сотрудник сектора оружия Государственного Исторического музея.
Автор более пятидесяти научных работ (преимущественно по военной истории России XVIII—XIX веков) [11].
Владимир Александрович Афанасьев умер 4 октября 1953 года в Москве на 80-м году. Похоронен на Ваганьковском кладбище (41 уч.).

## Семья
Первая жена — Маргарита Михайловна Нарышкина (1881 — 10.09.1920). Одна из девяти детей Михаила Александровича Нарышкина и Наталии Александровны Карамзиной. Внучатая племянница основательницы Спасо-Бородинского женского монастыря матушки Марии (Маргариты Михайловны Тучковой (урождённой Нарышкиной).
Дети от первого брака:
- Кира Владимировна Афанасьева (16.12.1909 — 06.1920, утонула, спасая младшую сестру Анастасию),
- Анастасия Владимировна Афанасьева (12.02.1911 — 14.09.1986),
- Михаил Владимирович Афанасьев (01.07.1913 — 15.01.1982), потомственный военный, участник ВОВ.

Вторая жена — Наталья Александровна Сабурова.

## Награды
Ордена:
- Св. Владимира 3 ст. с мечами и 4 ст.
- Св. Анны 2 ст.
- Св. Станислава 2 и 3 ст.
- Бухарской золотой звезды 3 ст.

Медали:
- Серебряная в память Царствования Императора Александра III.
- Серебряная в память Св. коронования Их Императорских Величеств
- Красного креста в память Русско-Японской войны 1904 г.
- Светло-бронзовые медали в память 200-летия Полтавской победы 1709 г.
- На Владимирской ленте в память 100-летия Отечественной войны
- На ленте белой, жёлтой и чёрной цветов в память 300-летия царствования дома Романовых
- На ленте Белого Орла за труды по отличному выполнению всеобщей мобилизации 1914 года